# Cicciolina
Cicciolina (născută Ilona Staller; n. 26 noiembrie 1951, Budapesta, Republica Populară Ungară) este o actriță porno, cântăreață și deputată italiană de origine maghiară.
Și-a început cariera de actriță, cântăreață și fotomodel în anul 1964, la o agenție de modelling din Ungaria.
În anii 1970 a devenit star porno.
A fost măritată timp de un an cu sculptorul american Jeff Koons, cu care are un fiu, Ludwig.
Cicciolina a făcut parte din Parlamentul Italiei între 1987 și 1991, ca membru al Partidului Radical.
În 2002 a încercat să facă același lucru în Ungaria, însă fără succes.